# Perfume First Tour 『GAME』
『Perfume First Tour 『GAME』』（パフューム・ファーストツアー・ゲーム）は、日本のテクノポップユニット、Perfumeの2作目の映像作品である（CD付属のDVDは除く）。2013年8月14日にBlu-ray Discも発売された。
本項目では、Perfumeが2008年に開催して、本作に収録されたツアーについても記述する。

## パッケージ
- DVD：1枚組
- BD：1枚組

DVDには、ツアー最終日に配布されたサプライズ企画用チラシの縮小版が封入されている。DVDの初回プレス分にはオリジナル・ツアーパス・ステッカーが封入されていて、BDの初回プレス分には“オリジナルDVDジャケット”ステッカーが封入されている。

## 収録映像
2008年春に行われたツアー『Perfume First Tour 『GAME』』の中から、Zepp Tokyoでの公演（本編）と横浜BLITZでの公演（アンコールの2曲）の模様を収録。副音声には、メンバー3人の「スペシャルトーク」を収録している。
[収録曲]
1. GAME
2. エレクトロ・ワールド
3. コンピューターシティ
4. コンピュータードライビング
5. Twinkle Snow Powdery Snow
6. Baby cruising Love
7. ファンデーション（Butterfly 衣装替え）
8. Take me Take me
9. シークレットシークレット
10. マカロニ
11. ポリリズム
12. チョコレイト・ディスコ
13. パーフェクトスター・パーフェクトスタイル
14. ジェニーはご機嫌ななめ
15. Perfume

アンコール
1. セラミックガール
2. wonder2

## リリース日一覧
過去にリリースした6作のDVDがBD化された際に、本作もBD化した。
| 発売日         | 規格 | 品番      | 出典  |
| -------------- | ---- | --------- | ----- |
| 2008年10月15日 | DVD  | TKBA-1121 | [ 5 ] |
| 2013年8月14日  | BD   | TKXA-1011 | [ 7 ] |

## チャート成績
発売初週に約6.5万枚を売り上げて、オリコンDVD総合ランキングで1位を獲得した。これにより、2008年の女性アーティストのDVD初動売り上げ記録でトップに立った。

## 収録されたツアー
『Perfume First Tour「GAME」』（パフューム・ファーストツアー・ゲーム）は、Perfumeが2008年に開催した初の全国ツアー。

### 日程
| 出典          |          |                    |
| 公演日        | 都道府県 | 会場               |
| 2008年4月27日 | 大阪府   | Zepp Osaka         |
| 2008年4月29日 | 香川県   | 高松オリーブホール |
| 2008年5月1日  | 広島県   | 広島CLUB QUATTRO   |
| 2008年5月2日  | 福岡県   | 福岡DRUM LOGOS     |
| 2008年5月4日  | 東京都   | Zepp Tokyo         |
| 2008年5月6日  | 愛知県   | Zepp Nagoya        |
| 2008年5月10日 | 新潟県   | NIIGATA LOTS       |
| 2008年5月16日 | 宮城県   | 仙台CLUB JUNK BOX  |
| 2008年5月18日 | 北海道   | 札幌PENNY LANE 24  |
| 2008年5月31日 | 神奈川県 | 横浜BLITZ          |
| 追加公演      | 神奈川県 | 横浜BLITZ          |
| 2008年6月1日  | 神奈川県 | 横浜BLITZ          |

### セットリスト
6月1日 神奈川
1. GAME
2. エレクトロ・ワールド
3. コンピューターシティ
4. コンピュータードライビング
5. Twinkle Snow Powdery Snow
6. Baby cruising Love
7. ファンデーション
8. Take me Take me
9. シークレットシークレット
10. マカロニ
11. ポリリズム
12. チョコレイト・ディスコ
13. パーフェクトスター・パーフェクトスタイル
14. ジェニーはご機嫌ななめ
15. Perfume
（アンコール）
16. セラミックガール
17. 彼氏募集中
18. wonder2